# المدرسة المقدمية
المدرسة المقدمية من المدارس التاريخية الأثرية القديمة في مدينة «حلب» السورية، وهي إحدى أقدم المدارس الدينية في المدينة وبنيت عام 1168، مشهورة بنقوش الآرابسك الجميلة.

## نبذة تاريخية
وتعرف بمدرسة خان التتن وكانت كنيسةً قديماً حولها القاضي بن الخشاب إلى مسجد عام (1124) م وحولت إلى مدرسة على يد عز الدين عبد الملك المقدم عام (1168) م لذلك سميت بالمقدمية وهي أقدم مدرسة في حلب وثاني مدرسة شيدت في سورية بعد مدرسة جامع (مبرك الناقة) في بصرى الشام التي بنيت عام (1136)م وتضم المدرسة حالياً قبلية وحجرات في غربيها، بابها يتجه نحو الغرب وعلى نجفته كتابة تعتبر أقدم كتابة نسخية معروفة وقد تعرضت لاستهداف القذائف ضمن أحداث العنف الجارية.